# デンマーク国民党
デンマーク国民党（デンマークこくみんとう、デンマーク語: Dansk Folkeparti）は、デンマークの政党。デンマーク人民党とも。1995年に極右政党の進歩党（Fremskridtspartiet）から離党した議員により結成され、同党の支持者をほとんど奪って議席を急増させた。かつてはヴェンスタ政権に閣外協力していた。
創設者は元介護士のピア・クラスゴー（Pia Kjærsgaard）。クラスゴーは現在のデンマーク政界で最も有名な政治家になっている。「ムスリムがヨーロッパに侵入し、ヨーロッパ人の民族浄化を企んでいる」「文明人はヨーロッパ人だけ、他は全て野蛮人」などの奇矯で人種差別的な言説を振りかざし、物議を醸している。しかし、クラスゴーの主張に共鳴する国民が増えており、高齢者や若者の間で支持を伸ばしている。
コペンハーゲン首都地域は左派勢力が強いので、あまり支持を得ていないが、コペンハーゲン郊外、ユトランド半島中部、西部では連立与党の一角を占める保守党をしのぎヴェンスタに次ぐ票を得ていた。
デンマーク国民党が与党に閣外協力して以来、移民・難民の審査は極めて厳しくなり、事実上新規の移民は不可能の状態に近い。また、同党はデンマーク刑法に記載されている「人種差別発言の禁止」条項の廃止も要求している。
2007年11月13日に行われた総選挙で25議席を獲得した。また、2009年6月7日の欧州連合議会選挙では議席を倍増させるとともに、デンマークの政党の中で得票率を最も伸ばした政党になった。なお、極右政党では無いとして、欧州議会の院内会派である保守グループに入会を求めたが、保守グループの代表であるイギリスの保守党から過激派政党と一緒に仕事はできないと入会を拒絶された。そのため、影響力をあまり行使できない無所属で政治活動をすることを強いられている。
その後もフォルケティング（国会）で30議席前後を維持したが、2019年の総選挙では16議席に留まった。さらに2022年、新たにデンマーク民主党が設立されると多くの党員や支持者が同党に合流し、党勢は後退。同年の総選挙では、わずか5議席を獲得したのみであった。
下部組織としてデンマーク国民党青年部があり、外国人に反感を持つ若者を集めている。
主な政策方針は、
- 反移民政策、反多民族国家、非白人移民の国外追放
- 老人政策の強化
- 反イスラーム主義
- EUに対する否定的な態度
- 通貨ユーロ導入反対、デンマーク・クローネの維持。
- トルコのEU加盟反対
- グリーンランド独立に反対
- コソボの独立に反対
- 台湾を支持。
- テロとの戦いを支持